# Vallot-Gletscher
Der Vallot-Gletscher ist ein Gletscher an der Loubet-Küste des Grahamlands auf der Antarktischen Halbinsel. Auf der Arrowsmith-Halbinsel fließt er unmittelbar südlich der Lewis Peaks in nordwestlicher Richtung zum Laubeuf-Fjord. 
Der Falkland Islands Dependencies Survey kartierte ihn anhand von Vermessungen und Luftaufnahmen aus den Jahren von 1948 bis 1959. Das UK Antarctic Place-Names Committee benannte ihn am 23. September 1960 nach dem französischen Naturwissenschaftler Joseph Vallot (1854–1925), einem Pionier der Glaziologie.